# Ondřej Sekora
Ondřej Sekora (né le 25 septembre 1899 à Brünn et mort le 4 juillet 1967 à Prague) est un journaliste, illustrateur, écrivain et auteur de bande dessinée tchécoslovaque. Originellement journaliste sportif, il fut l'un des premiers auteurs populaires de la bande dessinée tchèque.

## Biographie
Il a écrit plusieurs livres de littérature d'enfance et de jeunesse qu'il illustrait lui-même, dans les années 1930, 1940 et 1950.
Certains de ses personnages sont devenus très connus, comme les insectes Ferda Mravenec (Ferdy la Fourmi) et Brouk Pytlík (Coléoptère Petit sac).